# 朱润 (嘉靖丙戌进士)
朱润，字伯羽，山东益都人，明朝政治人物、史学家。进士出身。

## 生平
嘉靖四年（1525年）乙酉科山東鄉試舉人，五年（1526年），联登丙戌科進士，八年任武进县知县，选授給事中，出任宁波府同知，接替黄润任松江府知府。著有《四书通解》。